# Monzo
Monzo銀行有限公司（Monzo Bank Limited）是英國的一家線上銀行，亦是英國最初的以app為基礎的銀行之一，成立於2015年，最初名為Mondo。2023年6月時，Monzo有超過740萬用戶 。